# Liste der Kulturdenkmale in Benndorf (Delitzsch)
In der Liste der Kulturdenkmale in Benndorf sind die Kulturdenkmale des Delitzscher Ortsteils Benndorf verzeichnet, die bis April 2020 vom Landesamt für Denkmalpflege Sachsen erfasst wurden (ohne archäologische Kulturdenkmale). Die Anmerkungen sind zu beachten.
Diese Aufzählung ist eine Teilmenge der Liste der Kulturdenkmale in Delitzsch.

## Benndorf
| Bild                                    | Bezeichnung                           | Lage                                                   | Datierung            | Beschreibung | ID       |
| --------------------------------------- | ------------------------------------- | ------------------------------------------------------ | -------------------- | --- | -------- |
| Weitere Bilder                          | Meilenstein                           | (Gemarkung Schenkenberg, Flur 3, Flurstück 92) (Karte) | Um 1820              | Preußischer Meilenstein; Ganzmeilenobelisk aus Sandstein, verkehrsgeschichtlich von Bedeutung | 08971747 |
| Direkt Bild zu diesem Denkmal hochladen | Herrenhaus des Freigutes              | Gutsstraße 11 (Karte)                                  | Um 1800              | Einfache Putzfassade, Krüppelwalmdach, von ortsgeschichtlicher Bedeutung. Zwei Geschosse, Fachwerk-Obergeschoss, doppelte Biberschwanzdeckung, seitliche und rückwärtige Anbauten, Fenster erneuert, Eingangshalle noch erkennbar, ebenso innen alte Türen, bewegter Dachstuhl, Eingangstür neu. | 08971944 |
| Weitere Bilder                          | Kirche (mit Ausstattung) und Kirchhof | Kirchweg 2 (Karte)                                     | Ende 12. Jahrhundert | Bemerkenswerter romanischer Sakralbau, Saalkirche mit eingezogenem Chor und Apsis, kleiner Fachwerk-Kirchturm, baugeschichtlich, kunstgeschichtlich und ortsgeschichtlich von Bedeutung. Komplett aus Feldsteinen, mit Dachreiter aus Fachwerk von 1662, einfache Biberschwanzdeckung, innen Holztonne mit Sternenbemalung, Kanzelaltar und Tauflesepult von 1891, Kruzifix von 1461, Orgel von Rühlemann (1919/1920). | 08971745 |
|                                         | Meilenstein                           | Paupitzscher Straße (Karte)                            | Um 1820              | Preußischer Meilenstein; Viertelmeilenstein (sogenannte Kleine Glocke), verkehrsgeschichtlich von Bedeutung | 08971746 |

## Tabellenlegende
- Bild: Bild des Kulturdenkmals, ggf. zusätzlich mit einem Link zu weiteren Fotos des Kulturdenkmals im Medienarchiv Wikimedia Commons. Wenn man auf das Kamerasymbol klickt, können Fotos zu Kulturdenkmalen aus dieser Liste hochgeladen werden:
- Bezeichnung: Denkmalgeschützte Objekte und ggf. Bauwerksname des Kulturdenkmals
- Lage: Straßenname und Hausnummer oder Flurstücknummer des Kulturdenkmals. Die Grundsortierung der Liste erfolgt nach dieser Adresse. Der Link (Karte) führt zu verschiedenen Kartendiensten mit der Position des Kulturdenkmals. Fehlt dieser Link, wurden die Koordinaten noch nicht eingetragen. Sind diese bekannt, können sie über ein Tool mit einer Kartenansicht einfach nachgetragen werden. In dieser Kartenansicht sind Kulturdenkmale ohne Koordinaten mit einem roten bzw. orangen Marker dargestellt und können durch Verschieben auf die richtige Position in der Karte mit Koordinaten versehen werden. Kulturdenkmale ohne Bild sind an einem blauen bzw. roten Marker erkennbar.
- Datierung: Baubeginn, Fertigstellung, Datum der Erstnennung oder grobe zeitliche Einordnung entsprechend des Eintrags in der sächsischen Denkmaldatenbank
- Beschreibung: Kurzcharakteristik des Kulturdenkmals entsprechend des Eintrags in der sächsischen Denkmaldatenbank, ggf. ergänzt durch die dort nur selten veröffentlichten Erfassungstexte oder zusätzliche Informationen
- ID: Vom Landesamt für Denkmalpflege Sachsen vergebene, das Kulturdenkmal eindeutig identifizierende Objekt-Nummer. Der Link führt zum PDF-Denkmaldokument des Landesamtes für Denkmalpflege Sachsen. Bei ehemaligen Kulturdenkmalen können die Objektnummern unbekannt sein und deshalb fehlen bzw. die Links von aus der Datenbank entfernten Objektnummern ins Leere führen. Ein ggf. vorhandenes Icon  führt zu den Angaben des Kulturdenkmals bei Wikidata.